# Rieni
Rieni is een Roemeense gemeente in het district Bihor.
Rieni telt 3111 inwoners.